# Bian Wenyou
Bian Wenyou (* 10. Februar 1985) ist ein ehemaliger chinesischer Skilangläufer.
Bian nahm von 2004 bis 2012 vorwiegend an FIS-Rennen teil. In der Saison 2006/07 lief er in Gällivare sein einziges Weltcuprennen, welches er auf dem 93. Platz über 15 km Freistil beendete und erreichte in Changchun mit dem dritten Platz im Sprint seine einzige Podestplatzierung im Far-East-Cup. Dort errang er bei den Winter-Asienspielen 2007 den 11. Platz über 30 km Freistil und holte sie Bronzemedaille mit der Staffel. Beim Saisonhöhepunkt, den Nordischen Skiweltmeisterschaften 2007 in Sapporo, belegte er den 84. Platz über 15 km Freistil, jeweils den 58. Rang im Sprint und im Skiathlon und den 48. Platz im 50-km-Massenstartrennen. Bei der Winter-Universiade 2009 in Harbin errang er den 45. Platz im 30-km-Massenstartrennen und den 26. Platz im Skiathlon.